# Tijdlijn Eerste Portugese republiek
Op deze pagina wordt via een tijdlijn een chronologisch overzicht gegeven van de voornaamste gebeurtenissen tijdens de Eerste Portugese Republiek (1910-1926).

## Eerste Republiek

### 1910
- 4 oktober – Begin republikeinse revolte tegen de monarchie onder koning Manuel II. De republiek wordt in Loures, even ten noorden van Lissabon, uitgeroepen.
- 5 oktober – Grote volksopstand in Lissabon. Hierbij wordt de monarchie definitie beëindigd.
  - Koning Manuel II vlucht via Ericeira met de koninklijke jacht naar Engeland.
  - Teófilo Braga interim-president.

### 1911
- 24 augustus – De gematigde Manuel de Arriaga wordt door het parlement tot eerste president van Portugal gekozen.

### 1913
- 9 januari – Afonso Costa wordt voor de eerste maal premier.

### 1915
- 28 januari – President Arriaga benoemt generaal Joaquim Pimenta de Castro tot minister-president. Hij pleegt korte tijd later een staatsgreep en wordt dictator.
- 14 mei – Staatsgreep van militairen. Pimenta de Costa afgezet en het parlementaire stelsel hersteld. President Arriaga, die Pimenta de Costa steunde, moet op 29 mei aftreden.
- 29 mei – Teófilo Braga voor de twee keer interim-president.
- 5 oktober – Het Portugese parlement kiest Bernardino Machado tot president.
- 29 november – Afonso Costa voor de tweede maal premier.

### 1916
- 21 februari – Duitsland verklaart Portugal de oorlog. Portugal neemt vanaf dat moment deel aan de Eerste Wereldoorlog.

### 1917
- 25 april – Afonso Costa voor de derde maal premier; autocratisch bewind.
- mei – oktober – Mariaverschijningen in het plaatsje Fátima.
- december – voedsellrellen in Lissabon. Verzet tegen premier Costa.
- 12 december – staatsgreep door majoor Sidónio Pais. Opschorting grondwet. President Machado en premier Afonso verbannen. De dictatuur wordt een feit. Pais wordt voorzitter van een junta en premier.

### 1918
- mei – De parlementsverkiezingen worden gewonnen door de Nationaal-Republikeinse Partij van Sidónio Pais. De republikeinse partijen boycotten de verkiezingen.
- 9 mei – Majoor Pais wordt de bevolking via een referendum tot president gekozen.
- oktober – Monarchistische opstand in Noord-Portugal. Na bemiddeling door president Pais houdt deze op.
- 9 november – Einde Eerste Wereldoorlog.
- 12 december – President Pais vermoord.
- 14 december – Schout-bij-nacht João do Canto e Castro president.

### 1919
- januari – Republikeinse opstand. De opstand wordt met geweld onderdrukt.
- 19 januari – Hernieuwde monarchistische opstand.
- 13 februari – Monarchistische opstand onderdrukt.
- 30 maart – De republikeinen mogen een regering vormen. Begin periode van extreme instabiliteit.
- 5 oktober – Do Canto e Castro treedt af. Het parlement kiest de gematigde António José de Almeida tot zijn opvolger. Hij is de enige president die zijn termijn uitzit (1919-1923).

### 1921
- 19 oktober – "De bloedige nacht." De stichter van de republiek, António Machado Santos en anderen, waaronder de capabele premier António Granjo, door opstandige militairen vermoord.

### 1923
- 5 oktober – Manuel Teixeira Gomes tot president gekozen.

### 1925
- 25 maart – Mislukte couppoging.
- 18 april – Mislukte couppoging.
- 19 juli – Marinecommandant Joaquim Mendes Cabeçadas pleegt een mislukte staatsgreep. Tijdens een proces wordt hij vrijgesproken.
- 11 december – President Teixeira Gomes treedt af. Tot zijn opvolger wordt gekozen: Bernardino Machado die van 1915 tot 1917 ook president was.

### 1926
- 2 februari – een militaire opstand wordt onderdrukt.
- 28 mei – De Revolutie van de 28ste mei. Militairen rukken op naar Lissabon. Ze arriveren op 31 mei in de hoofdstad.
- 9 juni – President Machado treedt af: Er wordt een driemanschap ingesteld bestaande uit José Mendes Cabeçadas Júnior, António Óscar Carmona en Manuel de Oliveira Gomes da Costa. Spoedig moeten Cabçadas en Gomes da Costa plaatsmaken voor Carmona.

Zie verder: Tijdlijn Ditadura Nacional